# Chunichi Dragons
Chunichi Dragons (中日ドラゴンズ?) es un equipo de béisbol japonés con sede en Nagoya que compite en la Liga Central, perteneciente a la Liga Japonesa de Béisbol Profesional (NPB). La entidad fue fundada en 1936 y es propiedad del diario Chunichi Shimbun. Disputa sus partidos como local en el Domo de Nagoya.
La franquicia tiene como área de influencia a la región de Chūbu, que abarca toda la zona central de la isla de Honshu. A lo largo de su historia ha ganado nueve Ligas Centrales y dos Series de Japón en 1954 y 2007.

## Historia
El equipo fue fundado el 15 de enero de 1936 en Nagoya para competir en la nueva Liga Japonesa de Béisbol, cuya primera temporada se celebró ese mismo año. A lo largo de su historia la franquicia ha quedado bajo control del Chunichi Shimbun, el diario con mayor tirada en la región central de Chūbu. En 1947 adoptó su nombre actual, Chunichi Dragons.
A partir de 1950, con la creación de la actual Liga Japonesa Profesional (NPB), los Dragons quedaron encuadrados en la Liga Central. El equipo en aquella época contó con dos figuras destacadas: Michio Nishizawa, quien podía jugar tanto de bateador como de lanzador, y el pícher Tsuguhiro Hattori; ambos son los únicos jugadores de la franquicia con dorsal retirado. 
Los Dragons ganaron ganar su primera Serie de Japón en 1954 tras derrotar en la final a Nishitetsu Lions. El lanzador Shigeru Sugishita fue nombrado jugador más valioso de la temporada. No obstante, la superioridad de los Yomiuri Giants en la Liga Central les llevó a una sequía de veinte años sin conquistar un título divisional.
Chunichi Dragons se convirtió en 1962 en el primer equipo japonés que contrataba a dos jugadores de las Grandes Ligas de Béisbol: Larry Doby —el segundo bateador que rompió la barrera racial en EE. UU.— y Don Newcombe. También fue pionero en contratar a un entrenador de origen extranjero, el estadounidense-japonés Wally Yonamine, quien dirigió al club desde 1972 hasta 1977.
En 1974, los Dragons conquistaron la Liga Central con un plantel liderado por el lanzador Senichi Hoshino, pero perdieron la Serie de Japón contra Lotte Orions. Esta situación se repitió en las ediciones de 1982, 1988 y 1999.
Los resultados de Chunichi Dragons han mejorado con la introducción de la eliminación directa para llegar a la fase final de la NPB. Bajo las órdenes del entrenador Hiromitsu Ochiai, el equipo se ha proclamado campeón de la Liga Central cinco veces —2004, 2006, 2007 y 2010, 2011—. Además, en la temporada 2007 se alzó con la segunda Serie de Japón de su historia frente a Hokkaido Nippon-Ham Fighters. En el último partido de la gran final, Daisuke Yamai e Hitoki Iwase hicieron un juego perfecto para aupar a su equipo al título. Chunichi también se proclamó vencedor de la Serie de Asia 2007 frente al surcoreano SK Wyverns.
Desde la salida de Ochiai en 2011, el objetivo de los Dragons es pelear por meterse en las eliminatorias por el título.

## Infraestructura

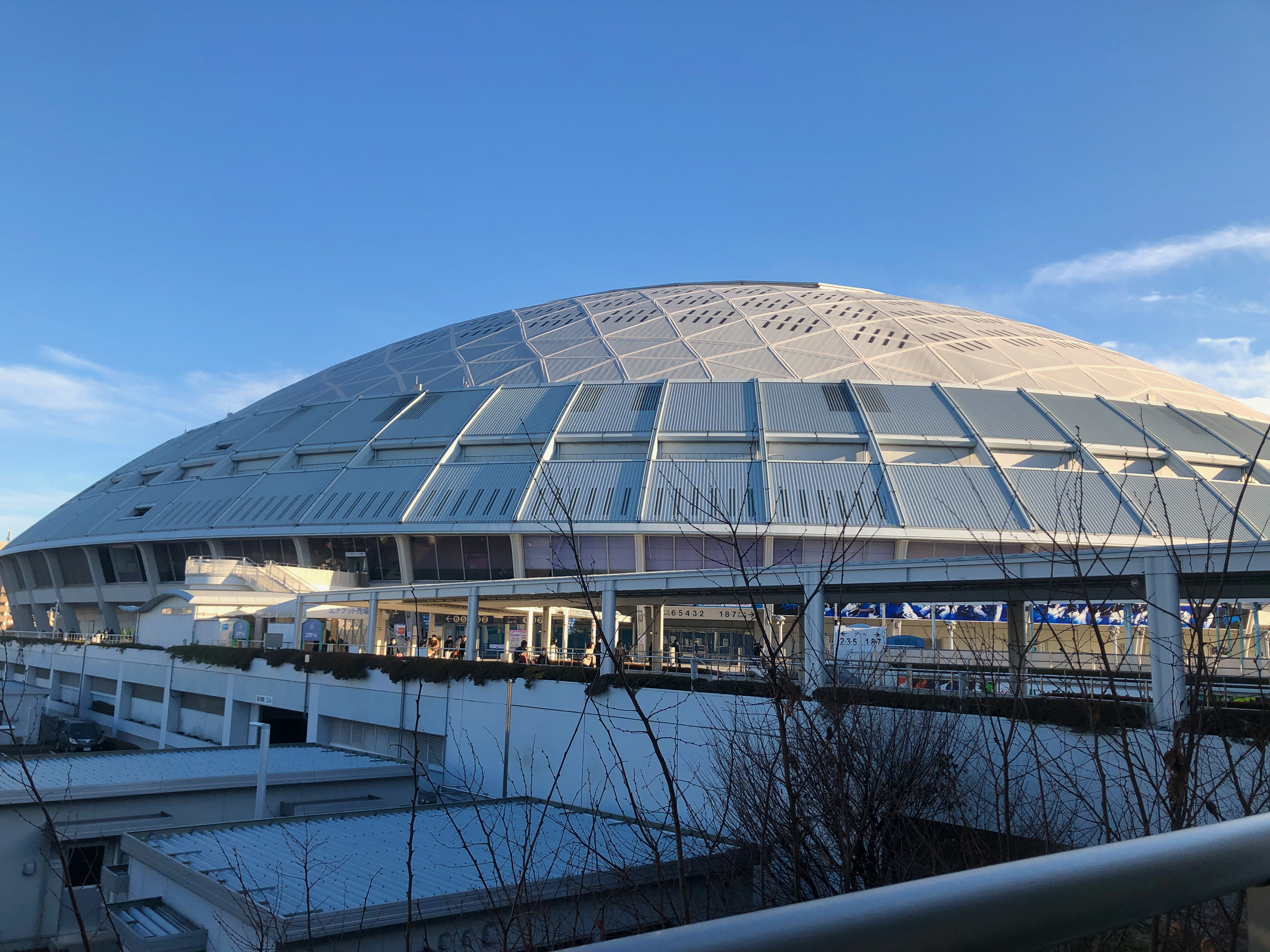
Exterior del Domo de Nagoya.

Chunichi Dragons disputa sus partidos como local en el Domo de Nagoya, con aforo para 36.400 espectadores. Está ubicado en Nagoya, la capital de la prefectura de Aichi, y fue inaugurado el 15 de marzo de 1997. Se trata de un domo cubierto con césped artificial de última generación. 
El equipo jugaba anteriormente en el Campo de Béisbol de Nagoya, abierto desde 1948 hasta 1996. Hoy sigue usándose para entrenamientos y partidos de las categorías inferiores.
En contadas ocasiones la franquicia ha disputado partidos en ciudades de su ámbito de influencia, tales como Niigata, Hamamatsu, Gifu y Toyama entre otras.

## Dimensión sociocultural
El área de influencia del equipo es la región de Chūbu, cuya ciudad más poblada es Nagoya y que comprende otras ciudades importantes como Niigata, Shizuoka, Gifu, Toyama y Kanazawa. El equipo cuenta con una base de aficionados muy arraigada en la zona, y rivaliza con otros de la Liga Central como Hanshin Tigers y Yomiuri Giants
El nombre de la franquicia, Chunichi Dragons, hace referencia a su propietario, el diario Chunichi Shimbun. La elección en 1947 del apodo Dragons (en español, dragones) fue idea del entonces presidente Toranosuke Sugiyama, quien había nacido en el signo del dragón. Tanto la imagen del club como sus colores sociales, blanco y azul, fueron tomados de otra entidad estadounidense, Los Angeles Dodgers, con la que han mantenido una histórica buena relación.
Los Chunichi Dragons se dieron a conocer internacionalmente a través de la película Mr. Baseball (1992), protagonizada por Tom Selleck y Ken Takakura. Selleck interpreta a Jack Elliot, un arrogante primera base de los New York Yankees que es cedido a los Dragons con el objetivo de relanzar su carrera deportiva, al tiempo que enfrenta el choque cultural con Japón. El equipo también es mencionado en la novela Kafka en la orilla de Haruki Murakami a través de uno de sus protagonistas, el camionero Hoshino. Uno de los aficionados más célebres era el mangaka Akira Toriyama, natural de Aichi.

### Mascota

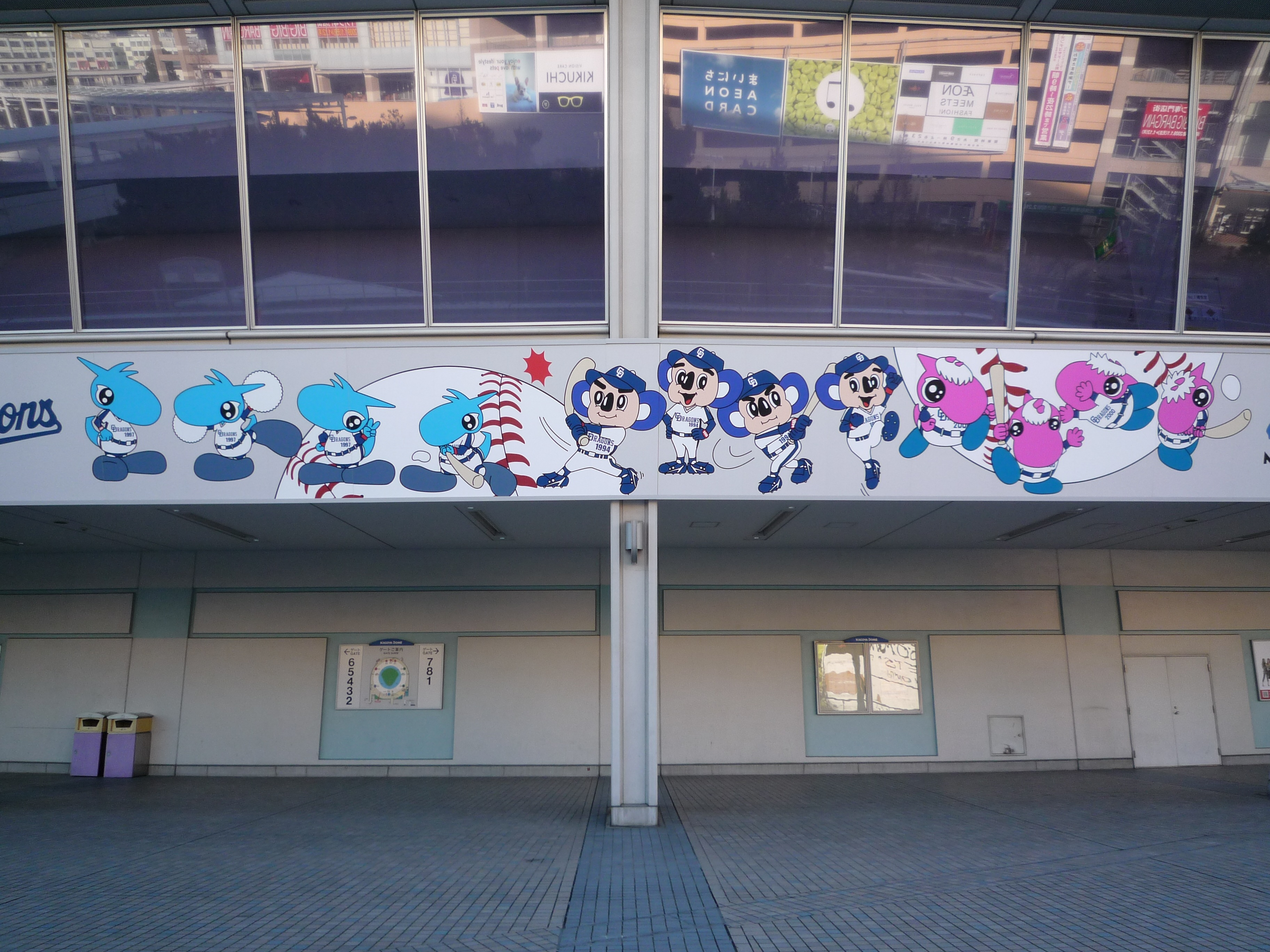
Mural con las mascotas del equipo: Shaolon, Doala y Paolon.

La mascota de Chunichi Dragons es Doala, un koala de pelaje azul que va ataviado con la equipación oficial. Suele ir acompañado por dos dragones: uno azul, Shaolon, y otra rosa, Paolon. Anteriormente la mascota era el dragón verde Gaburi.
Doala debutó en 1994 y referencia el hecho de que el Nagoya fuese el primer parque zoológico japonés con koalas, en virtud de su hermanamiento con Sídney. La mascota es famosa por sus acrobacias durante los partidos, y su popularidad le ha llevado a protagonizar un videojuego para Wii, Doala de Wii (2009).

## Palmarés
| Competición        | Títulos                                               | Subcampeonatos |
| ------------------ | ----------------------------------------------------- | --- |
| Serie de Japón (2) | 1954, 2007.                                           | 1974, 1982, 1988, 1999, 2004, 2006, 2010, 2011.                                                                                                |
| Liga Central (9)   | 1954, 1974, 1982, 1988, 1999, 2004, 2006, 2010, 2011. | 1950, 1955, 1961, 1963, 1965, 1966, 1967, 1971, 1975, 1984, 1987, 1991, 1993, 1994, 1996, 1998, 2000, 2003, 2005, 2007, 2009, 2010, 2011, 2012 |
| Serie de Asia (1)  | 2007.                                                 | |

## Reconocimientos

### Números retirados
- 10  Tsuguhiro Hattori
- 15  Michio Nishizawa

### Jugadores históricos
| - Michio Nishizawa (1936-1946; 1949-1958) - Makoto Kozuru (1942-1943; 1946-1947) - Tsuguhiro Hattori (1947-1950; 1954-1958) - Sadao Kondoh (1948-1954) - Shunichi Amachi (1949-1958) - Shigeru Sugishita (1949-1958) - Morimichi Takagi (1960-1980) - Wally Yonamine (1961-1962) - Hiroshi Gondoh (1961-1968) - Shinichi Eto (1959-1969) - Senichi Hoshino (1969-1982) - Kenichi Yazawa (1970-1986) - Yasunori Oshima (1971-1987) |  | - Masaru Uno (1977-1992) - Takayoshi Nakao (1981-1988) - Genji Kaku (1981-1996) - Masahiro Yamamoto (1986-2007) - Kazuyoshi Tatsunami (1988-2009) - Alonzo Powell (1992-1997) - Shigeki Noguchi (1993-2005) - Leo Gómez (1997-2002) - Kenshin Kawakami (1998-2008; 2012-2014) - Kosuke Fukudome (1999-2007; 2021-2022) - Wei-Yin Chen (2004-2011) - Yariel Rodríguez (2020-2022) - Shinnosuke Ogasawara (2016-2024) |